# ريدون أندرياسن
ريدون أندرياسن (بالنرويجية: Reidun Andreassen)‏ (و. 1936  م) هي سياسية نرويجية، ولدت في أوسلو، هي عضوةٌ حزب العمل النرويجي.

## مناصب
تولت منصب نائب عضو برلمان النرويج ‏ (1989–1993)
- عضو برلمان النرويج  [لغات أخرى]‏ (1985–1989).